# Valter Župan
Valter Župan (ur. 10 sierpnia 1938 w Ćunski) – chorwacki duchowny katolicki, biskup Krku w latach 1998-2015.

## Życiorys
Święcenia kapłańskie otrzymał 8 lipca 1962.

## Episkopat
31 stycznia 1998 papież Jan Paweł II mianował go biskupem ordynariuszem diecezji Krk. Sakry biskupiej 15 marca 1998 udzielił mu kard. Josip Bozanić.
24 stycznia 2015 papież Franciszek przyjął jego rezygnację z pełnionego urzędu złożoną ze względu na wiek.